# The Sleeping Gods
The Sleeping Gods är det norska metal-bandet Enslaveds andra EP. EP:n utgavs maj 2001 av skivbolaget Scion Audio/Visual.

## Låtlista
1. "Heimvegen" – 5:38
2. "Alu Misyrki" – 5:02
3. "Synthesis" – 6:19
4. "Nordlys" – 5:45
5. "The Sleeping Gods" – 5:44

## Medverkande
Enslaved
- Grutle Kjellson (eg. Kjetil Tvedte Grutle) – sång, basgitarr, ljudeffekter
- Ivar Bjørnson (Ivar Skontorp Peersen) – gitarr, keyboard
- Ice Dale (Arve Isdal) – sologitarr
- Herbrand Larsen – keyboard, mellotron, sång
- Cato Bekkevold – trummor

Produktion
- Enslaved – produktion, inspelning
- Iver Sandøy – inspelning, mixning
- Trine Paulsen – omslagsdesign
- Kim Sølve – omslagsdesign